# 1298
1298 (MCCXCVIII) fue un año común comenzado en miércoles del calendario juliano.

## Acontecimientos
- 2 de julio: Batalla de Falkirk, por la independencia de Escocia.
- 1 de diciembre: en Poggio Bustone, Spoleto, Rieti (Umbría, Italia) a la madrugada (o en la noche del 30 de noviembre) se registra un terremoto de 6,6 grados en la escala sismológica de Richter (intensidad de 9-10), que deja un saldo de «muchos» muertos.
- Se produce el sitio de Siracusa.

## Nacimientos
- 12 de diciembre: Alberto II, duque austriaco.

## Fallecimientos
- 2 de julio: Adolfo de Nassau, rey alemán.